# Лениц (район Ораниенбурга)
Ле́ниц (нем. Lehnitz) — район города Ораниенбург, находящегося в земле Бранденбург, к северу от Берлина. Одноимённая железнодорожная станция на ораниенбургском направлении Берлинской городской электрички. Население Леница составляет примерно 2500 жителей. Лениц находится на берегу одноимённого озера.

## История
Первое упоминание о Ленице датировано 1350 годом. В рамках административно-территориальной реформы в Бранденбурге Лениц лишился статуса самостоятельного населённого пункта и с 26 октября 2003 года включён в состав Ораниенбурга.

## Лениц в жизни известных людей
- 5 октября 1953 года в Ленице скончался немецкий писатель и драматург Фридрих Вольф
- В 1953—1956 годах в Ленице жил и работал немецкий писатель и драматург Хайнер Мюллер